# Tsugutoshi Oishi
Tsugutoshi Oishi (født 25. september 1989) er en japansk fodboldspiller, som spiller for den japanske fodboldklub SC Sagamihara.